# Jeholopterus
Jeholopterus je bio mali pterosaur anurognatid čiji su ostaci (nije sigurno koliko su stari, vjerojatno potječu iz srednje do kasne jure) pronađeni u formaciji Tiaojishan na sjeveroistoku Kine, koja je nastala prije između 168 i 152 milijuna godina); dlake i koža su se također očuvali.

## Naziv
Wang Xiaolin, Zhou Zhonghe i Xu Xing su rodu Jeholopterus dali naziv 2002. godine. Tipična i jedina poznata vrsta je Jeholopterus ninchengensis. Naziv roda potječe od mjesta njegovog otkrića, u Jeholu (Kina), i od latiniziranog grčkog pteron, što znači "krilo". Naziv vrste odnosi se na okrug Nincheng.

## Opis
Tipična vrsta zasnovana je na holotipnom primjerku IVPP V12705, gotovo potpunom primjerku iz formacije Tiaojishan u okrugu Ningcheng u Unutarnjoj Mongoliji (Kina). Ostaci su se nalazili na dvije suprotne ploče, što znači da je dio ostataka ostao na jednoj strani prepolovljene stijene, a drugi dio na drugoj. Tu spada i odlično očuvano pougljenjeno kožno tkivo i, navodno, "dlake" ili "protoperje". Ta vlakna očuvala su se oko tijela primjerka u obliku vijenca. Očuvano je i tkivo s krila, iako nije sigurno utvrđeno u kojoj mjeri, te na kojem se točno mjestu ono vezalo za noge (i da li se uopće vezalo za njih). Alexander Kellner je 2009. objavio istraživanje prema kojem je tkivo krila imalo tri sloja, što bi toj životinji omogućavalo da precizno prilagodi aeroprofil krila.
Kao anurognatid, Jeholopterus pokazuje oblik lubanje tipičan za tu grupu, s većom širinom od dužine (28 mm) i vrlo širokim ustima. Većina zuba bila je slična i klinastog oblika, ali neki su bili dulji i savijeni. Vrat mu je bio kratak, sa sedam ili osam kralježaka. Imao je dvanaest ili trinaest prsnih kralježaka i tri križna. Imao je i pet parova trbušnih rebara. Repni kralješci nisu očuvani. Znanstvenici smatraju da je Jeholopterus imao kratak rep, što je osobina prisutna kod ostalih anurognatida, ali neobična za ramforinkoide (tj. primitivne pterosaure), koji su obično imali dug rep. Wang et al. su naveli prisustvo malo dlake u predjelu repa kao dokaz da je imao kratak rep. Međutim, kasnije istraživanje Dalla Vecchie pokazalo je da je dobivanje informacija o repu nemoguće, jer on "u potpunosti nedostaje" tom fosilu.
Kosti krila bile su snažno građene. Kosti zapešća bile su vrlo kratke, kao i pteroidna kost, koja je bilo temelj za propatagium, koji je bio usmjeren prema tijelu. Kandže na rukama bile su duge i zakrivljene. Njegova krila pokazuju tragove povezanosti s člankom, prema Wang et al. Relativno su izduljena, s rasponom od oko 90 cm.
Noge su mu bile kratke i snažne. Imao je razvijene nožne kandže, ali nisu bile tako duge kao one na rukama. Peti nožni prst bio je izdužen, te je prema autorima bio osnova za membranu među nogama, koja se naziva uropatagij.

## Filogenija
Autori su rod Jeholopterus priključili porodici Anurognathidae. Kellner je u svojoj kladističkoj analizi iz 2003. zaključio da je taj rod, zajedno s rodovima Dendrorhynchoides i Batrachognathus, pripadnik kladusa anurognatida Asiaticognathidae. Analiza Lü Junchanga iz 2006. odredila je njegovu poziciju kao sestrinski takson roda Batrachognathus.

## Način života
Anurognatidi se obično smatraju kukcojedima. Wang e.a. su pretpostavili da je Jeholopterus, s obzirom na to da je bio najveći pripadnik te grupe, također bio i ribojed.

## Alternativne interpretacije
Iako sam nikada nije istražio holotipni fosil, reklamni umjetnik David Peters na internetu je naširoko popularizirao svoja idiosinkrazijska mišljenja o Jeholopterusu i ostalim pterosaurima. On uglavnom pronalazi i ilustrira raznolike ukrasne dijelove tijela, pa čak i nekoliko embrija, iako istraživači nikada nisu potvrdili njegova otkrića. Manipulirajući slikama Jeholopterusa u Photoshopu, David Peters (2003.) je objavio otkriće neobičnih ostataka mekog tkiva, uključujući i rep poput konjskog (za kojeg je Peters nagađao da je služio za odvlačenje pažnje muhama), kao i dugački mamac za muhe (slično kao kod grdobine) na glavi, te jedno ili više jedara na leđima. Peters je također naveo da je otkrio "očnjake kao kod čegrtuše", koji, zajedno s onim što je on opisao kao čeljust sličnu čegrtušinoj, poduprijeto nepce, "kirurški oštre" kandže i snažne udove, ukazuju na to da je Jeholopterus bio vampiričan pterosaur, prilagođen zarivanju očnjaka u kožu, te potom rotirajući lubanju prema naprijed kako bi se očnjaci zaglavili u mesu, što je poboljšavalo prijanjanje. Maleni zubi u donjoj čeljusti ne bi probili kožu, ali bi stiskali ranu kao kliješta. Istaknuti znanstvenik koji se bavi proučavanjem pterosaura, Chris Bennett, opisao je Petersova otkrića kao "fantaziju" i ljutito je odbacio njegovu metodologiju, što je učinio i paleozoolog Darren Naish.
Obožavatelji filma Jurassic World nagađali su da će Jeholopterus biti prapovijesna zvijezda. Bili su tog mišljenja zbog činjenice da je paleontolog Jack Horner izjavio da će se novi dinosaur uzdići u zloglasnost kao negativac Jurskog parka IV, rekavši, "Ne mogu točno reći ko će to biti... ali htjet ćete ostaviti svjetlo upaljeno nakon gledanja ovog filma." Nakon toga obožavatelji su nagađali da će Jeholopterus postati popularan naziv, kao što je bilo i s Velociraptorom. S obzirom na pretjerivanja u vezi s Velociraptorom u izvornom Jurskom parku, npr. po pitanju veličine i nepostojanja perja, Jeholopterus (koji se najvjerojatnije nije hranio krvlju) bi mogao postati užasavajuće, vampirično stvorenje sa zmijskim očnjacima.

## Vanjske poveznice
- Diskusija  Arhivirana inačica izvorne stranice od 4. ožujka 2016. (Wayback Machine) o validnosti i korištenju tehnika računalnog praćenja, s Dinosaur Mailing Liste (engleski)